# 天皇后監獄
41°53′43″N 12°27′52″E / 41.89528°N 12.46444°E
天皇后監獄（拉丁語：Regina Coeli），位於義大利首都羅馬的第十三區（特拉斯提弗列），1654年建成。原來是一所女修道院，1881年改建為監獄。
修道院始建於1642年、烏爾班八世教宗在位時，但工程由於其駕崩而中止。1810至1814年間法國佔領當局鎮壓佔領區的修會團體，把修道院查封。修院不久發還加爾默羅會修女，但她們在1873年也放棄了這裡。
新成立的義大利王國政府把修院查封，並於1881年決定改建成監獄。工程由卡羅‧莫吉尼負責，至1900年完工。隔鄰一座前女修院也被改建成稱為Le Mantellate的女子監獄。
監獄自1902年起也開設了警察學校以及義大利第一批的法證和犯罪人類學專門學校。法西斯時期，監獄也曾經囚禁政治犯。目前監獄可容納最多900人。
教宗若望保祿二世於2000年，保祿六世於1964年、若望二十三世於1958年也曾到訪這所監獄。教宗方濟各在2018年聖周四也在監獄為囚犯舉行濯足禮。

## 書目

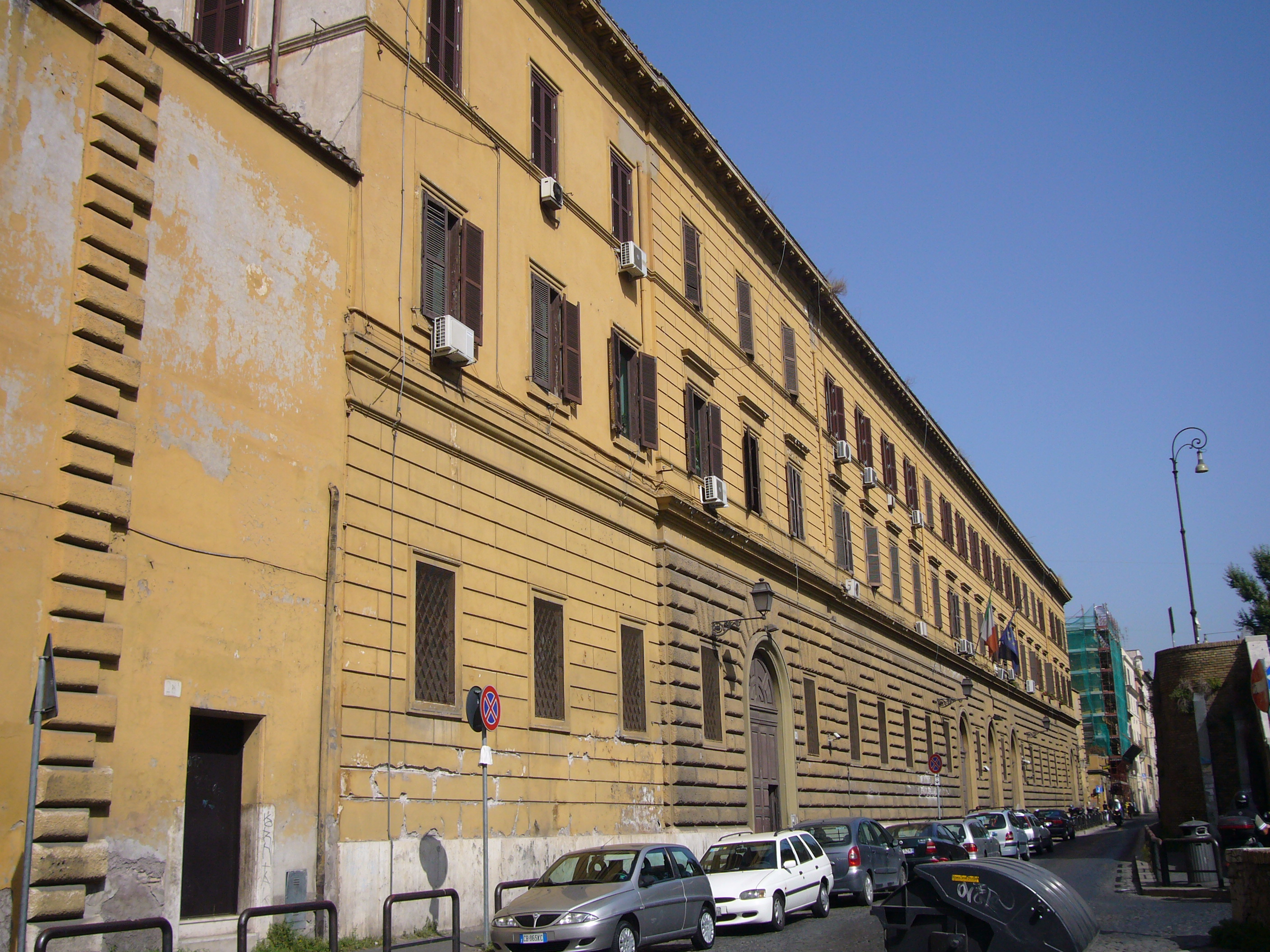
Lungara street façade of the Regina Coeli prison

- Olga Touloumi. The Prison of Regina Coeli: A Laboratory of Identity in the Post-Risorgimento Italy. MIT Thesis, 2006 （页面存档备份，存于）